# Domingo Vásquez
Pour les articles homonymes, voir Vásquez.
Domingo Vásquez (né le 3 août 1846 à Tegucigalpa et mort le 11 décembre 1909 dans la même ville) est un homme d'État hondurien. Il est le président du Honduras du 18 avril 1893 au 22 février 1894.